# Lech Rzewuski
Lech Rzewuski, född 5 oktober 1941 i Zamość i sydöstra Polen och död 6 augusti 2004 i Saltsjöbaden var en målare, grafiker, diktare och debattör verksam i Sverige.

## Biografi
Lech Stanisław Rzewuski föddes under andra världskriget i det ockuperade Polen. Efter kriget, år 1946, flyttade familjen västerut till Wrocław. Han växte upp och utbildades där. Mellan 1956 och 1961 gick han i Wrocławs Konstgymnasium, sedan mellan 1961 och 1967 utbildades han vid den Statliga Högskolan för Bildkonst med inriktning på glasdesign under ledning av L. Kiczura.
År 1967 flyttade Rzewuski till Sverige och bosatte sig i Saltsjöbaden där han bodde fram till sin död år 2004. Redan på 1970-talet uppskattades han av konstkritiker och konsthandlare i Sverige. Ständigt sökte han nya uttrycksformer, alltid medmänskligt engagerad; i första hand i expressiva och även tekniskt imponerande oljemålningar på duk, men också i flera varianter av konsttryck, kollage, teckning, skulptur samt dokumentär film. Mellan åren 1980 och 1986 bodde han i Moçambique i sydöstra Afrika där han hjälpte till att skapa utbildningsinfrastrukturen för bild och form. Efter 1990 valde Rzewuski oftare ordet som uttrycksform och skrev och publicerade flera texter såsom dikter, essäer, debattartiklar och levnadsminnen. Han skrev både på svenska och polska.

## Lech Rzewuskis verk
Lech Rzewuskis verk finns hos privata samlare, gallerier och museer i Europa och USA. Rzewuski hade flera individuella utställningar.